# Barrañán
Barrañán (llamada oficialmente San Xián de Barrañán) es una parroquia y una aldea española del municipio de Arteijo, en la provincia de La Coruña, Galicia.

## Otras denominaciones
La parroquia también es conocida por el nombre de San Xulián de Barrañán o San Julián de Barrañán.

## Organización territorial
La parroquia está formada por trece entidades de población, constando cinco de ellas en el nomenclátor del Instituto Nacional de Estadística español:
- A Cachopeira
- Barrañán*
- Branquenza
- Campo (O Campo)
- Esfarrapa (A Esfarrapa)
- Menlle
- Galo (O Galo )[7]
- Iglesario (O Igrexario)
- Outeiro (O Outeiro)
- Pata (A Pata)
- Sar
- Seara (A Seara)
- Sisalde

## Demografía

### Parroquia
| Gráfica de evolución demográfica de Barrañán (parroquia) entre 2000 y 2018 |
|                                                                            |
| Datos según el nomenclátor publicado por el INE.                           |

### Aldea
| Gráfica de evolución demográfica de Barrañán (aldea) entre 2000 y 2018 |
|                                                                        |
| Datos según el nomenclátor publicado por el INE.                       |